# 鵲鴝
鵲鴝（學名：Copsychus saularis）是鶲科鵲鴝屬的一种小型鸟类，又名豬屎渣、吱渣、信鳥或四喜，分布在中国华南地区、南亚、东南亚的林地和城市中。鹊鸲外表为黑白二色，尾羽较长，在地面上活动时常将其直立起来，鹊鸲以其优美的歌声而知名，在部分地区是笼养鸟，是孟加拉国的国鸟。

## 分类与命名
鹊鸲由卡尔·林奈于1758年在《自然系统》中命名，最初被归入鷯哥屬，学名为Gracula saularis。鹊鸲属的属名Copsychus来自古希腊语的/kopsukhos或/kopsikhos，意为“乌鸫”；种加词saularis来自古希腊语的/saulos，意为“大摇大摆地摇动着尾巴，跳着行走”，指的是鹊鸲摇动尾巴、跳动的行为习惯，这个名字来源于比林奈更早的英国博物学家約翰·雷对其的称呼“Saulary”。
鹊鸲在印地语中被称为，因此早期的一些英国博物学家给它取的英文名为，已知最早使用这个名字的学者是Eleazar Albin；而日晷的英文为，因此法国博物学家François Levaillant误以为这个英文名与日晷有关；而英国博物学家Thomas C. Jerdon猜测鹊鸲的种加词saularis来自于笔误，林奈原本可能想要将其命名为（拉丁语，意为“太阳”，暗示鹊鸲与日晷的“联系”）；而爱德华·布莱思则认为种加词来自印地语单词，意为“一百首歌曲”，但实际上这个单词在印地语中与鹊鸲无关。
按照世界鸟类学家联合会鸟类名录和Clements世界鸟类名录，鹊鸲现有以下七个亚种，Clements进一步将它们归入两个亚种组：
- saularis亚种组
  - C. s. saularis（指名亚种） 分布于巴基斯坦东部和印度、华东地区、华南地区、中国西南地区、海南岛、泰国和中南半岛。
  - C. s. ceylonensis 分布于印度南部（高韋里河流域）和斯里兰卡。
  - C. s. andamanensis 分布于安达曼群岛。
  - C. s. musicus 分布于泰国、马来半岛南部、苏门答腊、爪哇岛西部和婆罗洲的南部、西部。
- amoenus亚种组
  - C. s. amoenus 分布于爪哇岛东部和巴厘岛。
  - C. s. adamsi 分布于婆罗洲北部及周边岛屿。
  - C. s. pluto 分布于婆罗洲东部、东南部及周边岛屿。

## 描述

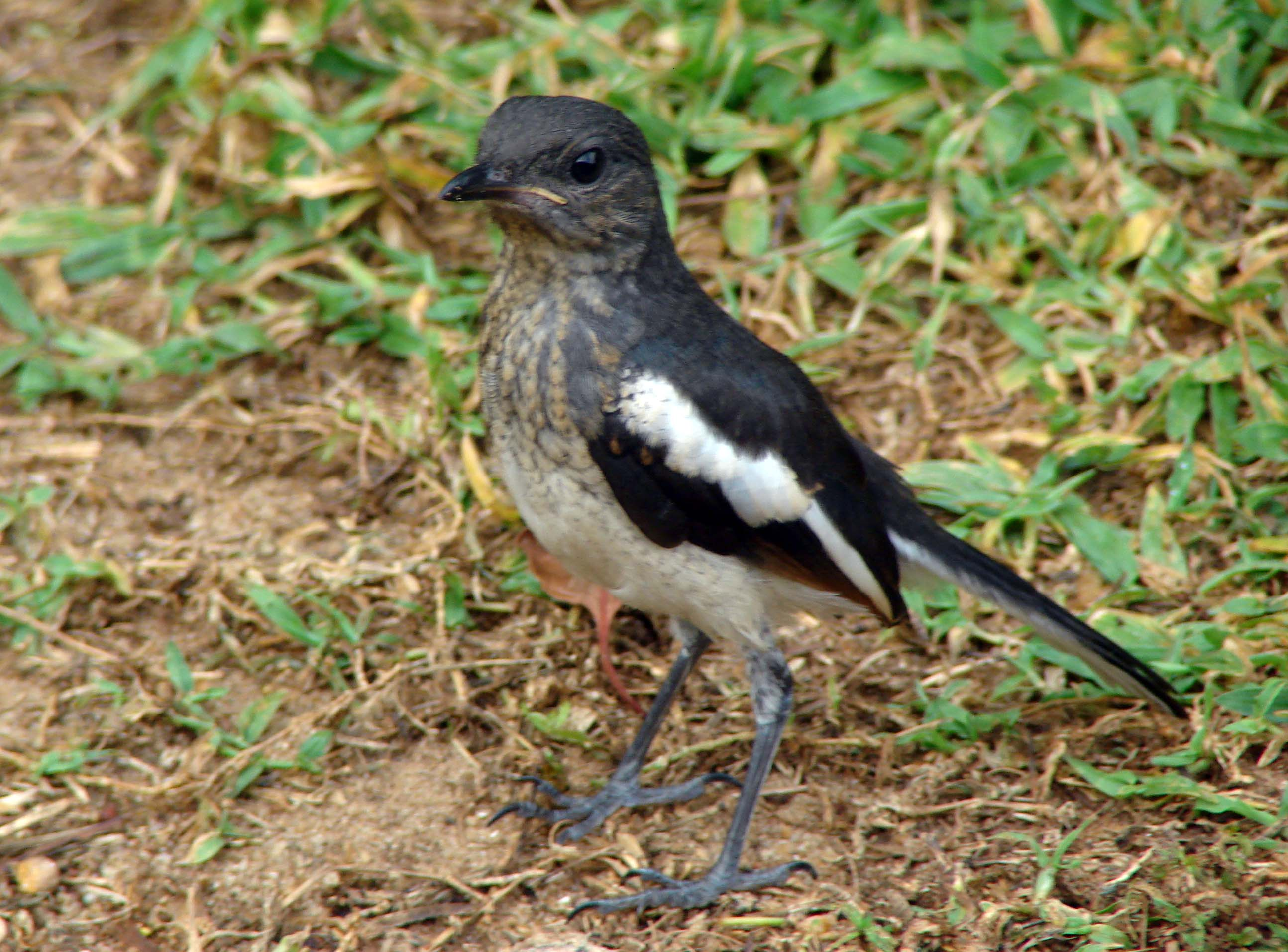
一隻未成年的鵲鴝

鵲鴝體長19—21（7.5—8.3英寸），体重29—51.3克（1.02—1.81盎司），雄鸟上半部為黑色并带有蓝色光泽，雌鸟则为灰色，两翼有白斑，指名亚种等数个亚种（C. s. andamanensis、ceylonensis、musicus和saularis）腹部为白色，臀部带有轻微的淡黄色，尾羽两侧为白色，其它亚种（C. s. amoenus、adamsi和pluto）雄鸟的腹部为黑色，与其头部和背部颜色一致，雌鸟则为灰色。
時常豎起尾巴，把尾翼扭向前方，在地上則常以彈跳方式前進鵲鴝與喜鵲相似，但體形較為細小。鵲鴝性格活潑好動，覓食時常擺尾，不分四季晨昏，在高興時會在樹枝或大廈外牆鳴唱。因此在中國大陸有「四喜兒」之稱。

## 分布與棲地
這種鵲鴝是南亞熱帶地區的留鳥，分布於尼泊爾、孟加拉國、印度、斯里蘭卡和巴基斯坦東部，還有東印尼、泰國、中國南部、馬來西亞和新加坡。
東方鵲鴝棲息於開闊的林地和經耕作的地區，經常靠近人類居住地。

## 行為與生態

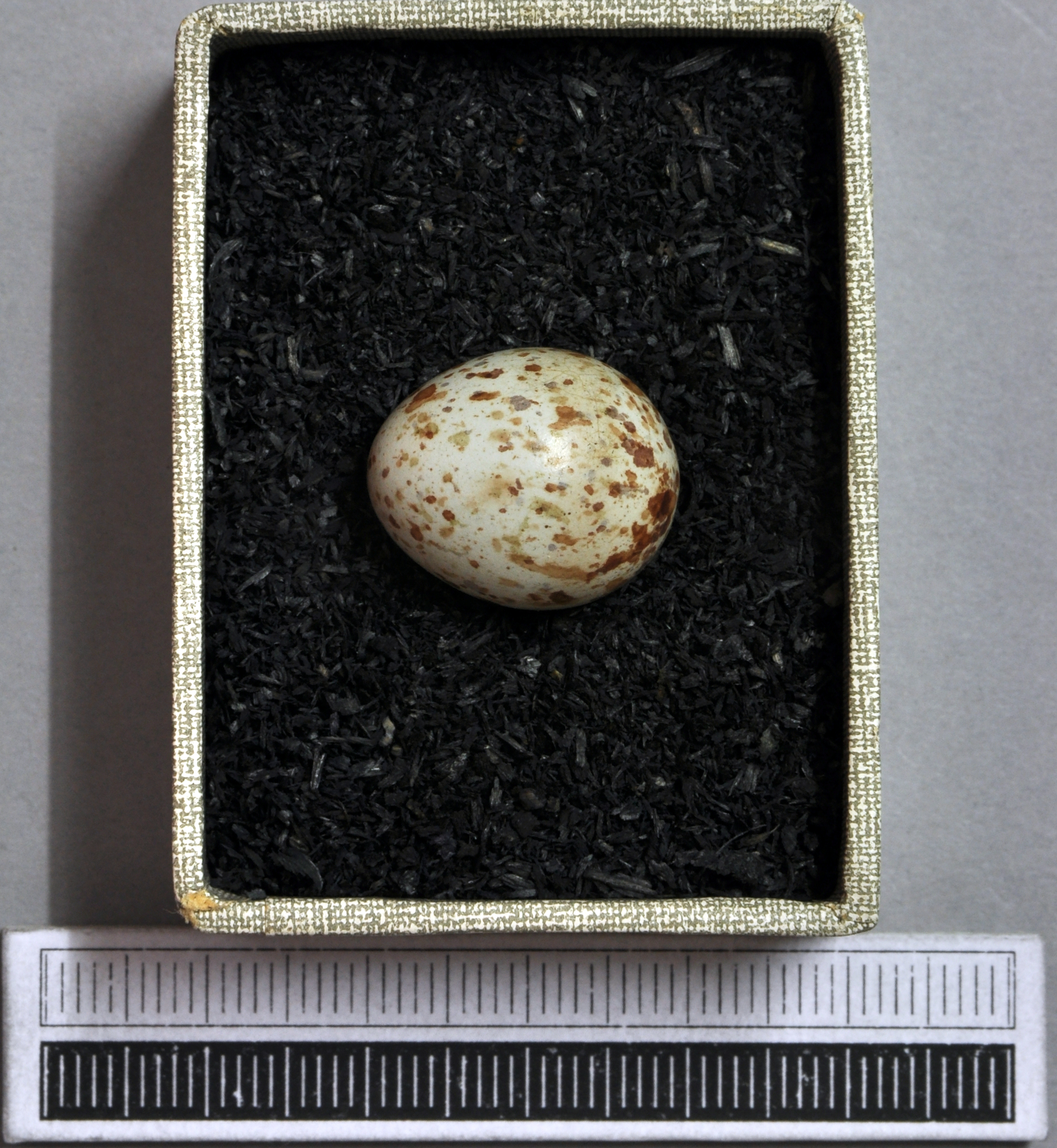
蛋, 收藏於威斯巴登博物館

鵲鴝主要在印度的3月至7月間繁殖，而在東南亞則是1月至6月。雄鳥在求偶期間會站在高處鳴唱。雄鳥的展示行為包括豎起羽毛、抬高喙、展開尾巴並昂首闊步。 牠們在樹洞或牆壁、建築物的縫隙中築巢，經常採用巢箱，並用草襯墊巢穴。巢築的過程主要由雌鳥負責，約在產卵前一週開始。每窩會在24小時的間隔下產下四到五顆卵，卵呈橢圓形，通常為淡藍綠色，帶有與乾草顏色相近的棕色斑點。雌鳥獨自孵蛋，孵化期為8至14天。 據說巢穴有特有的氣味。

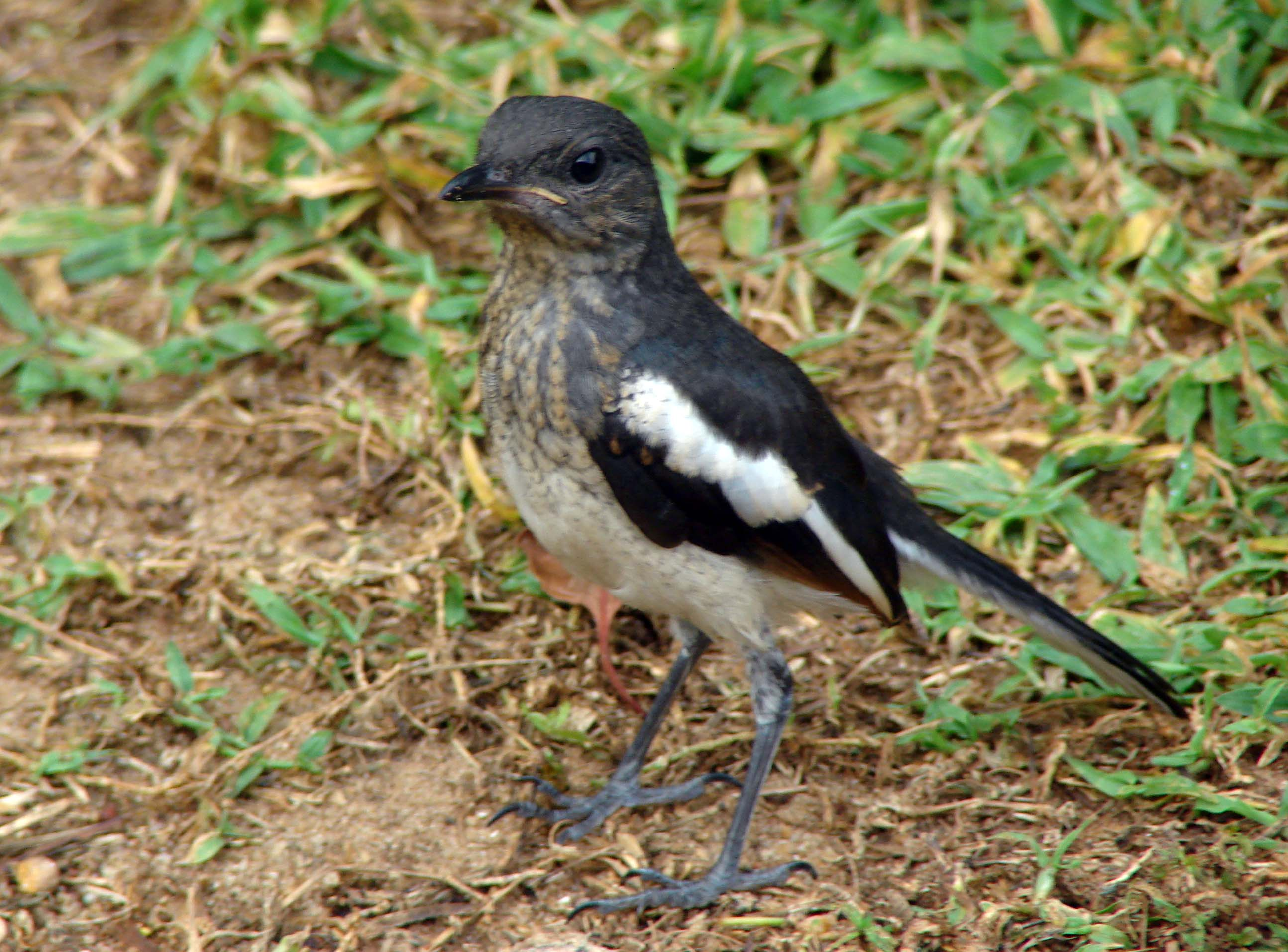
有鱗狀斑紋的亞成鳥（斯里蘭卡）

雌鳥在餵養雛鳥方面付出更多的精力，而雄鳥在繁殖季節相當具有攻擊性，會保衛自己的領地。 雄鳥會對入侵者的鳴聲聲作出反應，甚至對自己在鏡中的倒影也會產生反應。 雄鳥花更多的時間在巢穴防禦上。 對牠們鳴唱的研究顯示，鄰近的鳥類之間會出現不同的方言。 牠們的鳴唱中可能會模仿其他鳥類的叫聲。 這可能表示這些鳥類會四處遷徙，而不是留在出生地。 雌鳥有時也會在雄鳥出現時短暫地鳴唱。 除了鳴唱外，牠們還使用多種鳥類發聲，包括領地叫聲、出巢和棲息叫聲、威脅叫聲、屈服叫聲、乞食叫聲和驚慌叫聲。 牠們典型的群集叫聲為粗糙的嘶嘶聲krshhh。
鵲鴝的飲食主要包括昆蟲和其他無脊椎動物。雖然牠們主要是食蟲性，但偶爾也會取食花蜜、壁虎、 水蛭、 蜈蚣，甚至魚類。
牠們通常在黃昏活動。 牠們有時會在樹葉上的雨水中洗澡。

## 現狀
該物種在全球範圍內被認為是無危物種，但在某些地區數量正在下降。
在新加坡，牠們在1920年代十分常見，但在1970年代數量下降，推測是受到外來家八哥競爭的影響。 非法捕捉作為寵物及棲地變化也對其造成影響，牠們在當地受到法律保護。
該物種的天敵不多。已有報告發現牠們感染了幾種病原體和寄生蟲。已從該物種中分離出鳥類瘧疾寄生蟲， 並有H4N3 和H5N1感染的案例報告。 牠們的眼睛中還曾發現寄生線蟲。

## 文化中的角色

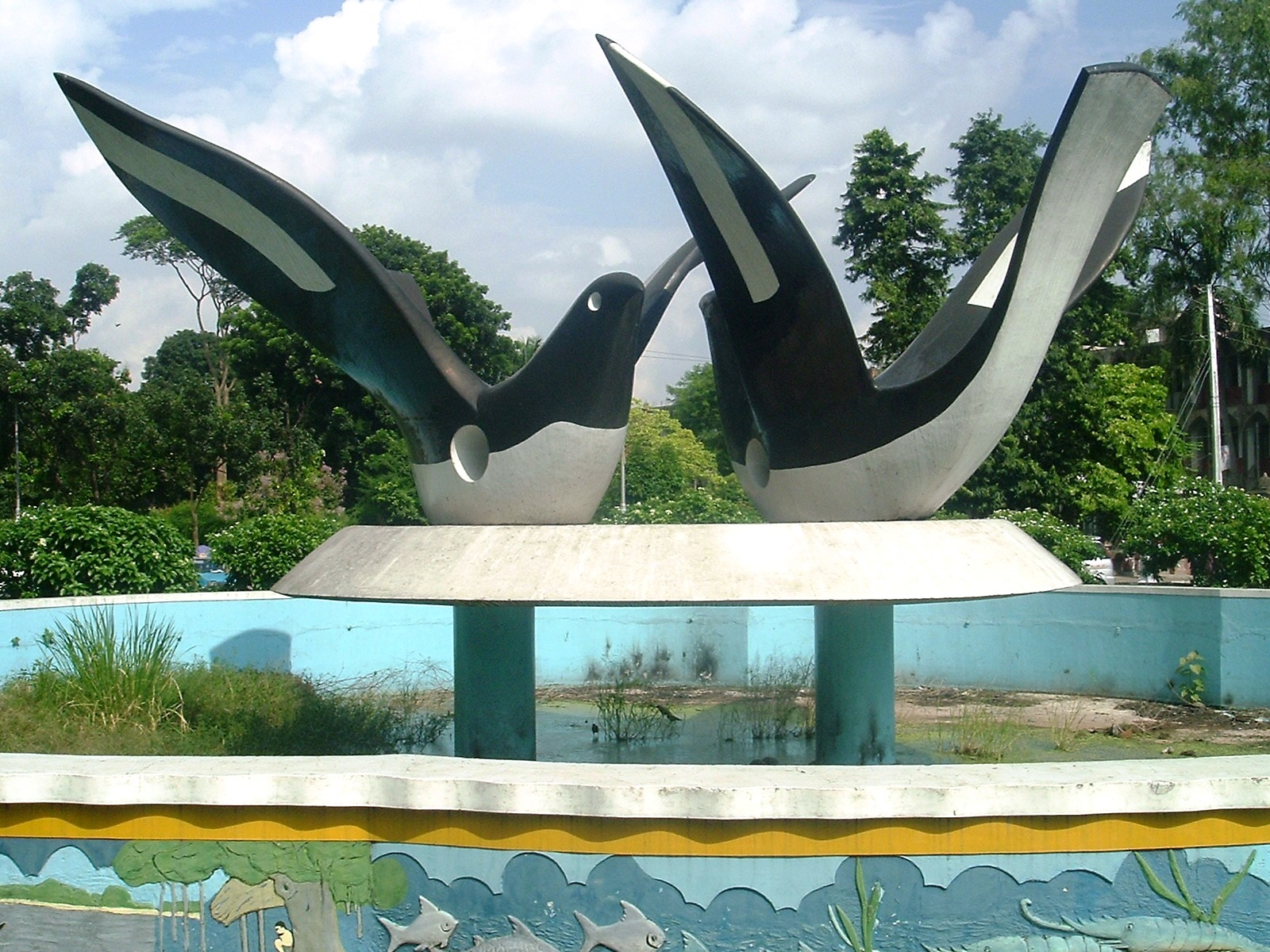
Doel Chattar, Dhaka

東方鵲鴝因其歌唱能力和鬥鳥用途，過去曾在印度被廣泛飼養為籠中鳥。 目前在東南亞部分地區，牠們仍在寵物交易中被銷售。
除了被認定為國鳥外，東方鵲鴝在孟加拉很常見，被稱為doyel或doel（দোয়েল）。達卡大學的Kazi Zakir Hossain教授曾提議將鵲鴝作為孟加拉國的國鳥，因為鵲鴝在全國各地的城鎮和村莊隨處可見。因此，鵲鴝被宣佈為孟加拉國的國鳥。 它是孟加拉常見的象徵，出現在紙幣上，並且在達卡市有一個名為Doel Chattar（意為：鵲鴝廣場）的地標。
在斯里蘭卡，這種鳥被稱為Polkichcha。
在泰國南部，這種鳥被當地稱為Binlha，與另一種相關鳥類白腰鵲鴝並列。牠們經常出現在當代歌曲中。

## 外部連結
- 鵲鴝(Copsychus saularis)鳴聲(1)（页面存档备份，存于）香港觀鳥會鳥鳴集
- 鵲鴝(Copsychus saularis)鳴聲(2)（页面存档备份，存于）香港觀鳥會鳥鳴集
- 鵲鴝(Copsychus saularis)鳴聲(3)（页面存档备份，存于）香港觀鳥會鳥鳴集